# Степа Степанович
Степа Степанович (серб. Степа Степановић; 28 лютого (11 березня) 1856, Кумодраж (передмістя Белграда), Сербське князівство — 27 квітня 1929, Чачак, Королівство Югославія) — військовий діяч, видатний сербський полководець, воєвода. Учасник Першої сербсько-турецької війни, Другої сербсько-турецької війни, Сербсько-болгарської війни, Першої балканської війни, Другої балканської війни, Першої світової війни. Двічі міністр оборони Королівства Сербія (з 30 березня 1908 по 23 грудня 1908, а також з 24 лютого 1911 по 22 травня 1912).

## Біографічні відомості

### Дитинство і юність

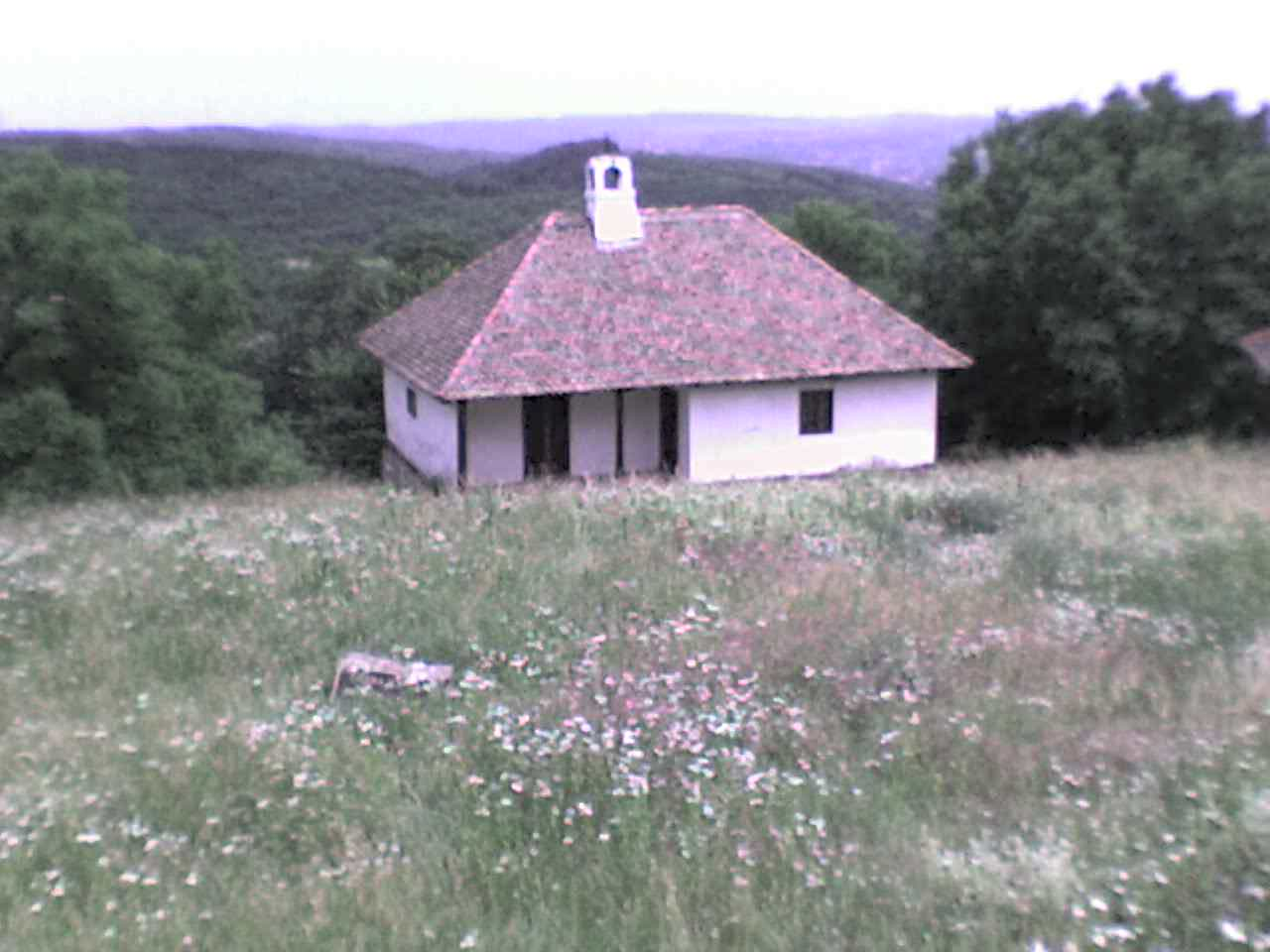
Дім, в якому народився і виріс Степанович

Степа Степанович народився 11 березня (за юліанським календарем — 28 лютого) 1856 року в передмісті Белграда (село Кумодраж) в сім'ї Івана і Радожки Степанович (до шлюбу Ніколич). Він був третім сином і четвертою дитиною в сім'ї. Назвали його на честь діда Степи, від якого виникло сімейне прізвище. Існує дві версії про походження його сім'ї.
Перша версія полягає в тому, що пращури, які раніше іменувалися Івановичами, переїхали до Кумодража з Боснії і Хорватії. За іншою версією вони переселилися з околиць Лесковаца і Пірота під час Великого переселення сербів.
Через домашні клопоти мати Степановича Радожка недостатньо приділяла увагу синові, тому в дитинстві його часто залишали вдома з бабусею, яка доглядала за ним. Коли він підріс, йому доручили пасти худобу. Одного разу бик своїми рогами пробив йому живота. Степа врятувала його тітка, яка змогла самотужки зашити рану.
Закінчив початкову школу в Кумадрожі, а середню школу в Белграді, яка знаходилася в розкішному палаці капітана Анастасієвича. 1874 року вступив до Артилерійського училища (сучасна Військова академія Сербії). Після початку повстання Герцеговини, Сербське князівство починає підготовку до війни. Артилерійське училище адаптувало свою програму роботи з практичної бойової підготовки.
У вересні 1875-го року Степанович разом з усіма курсантами отримав звання капрала, а у травні 1876 року — отримав звання сержанта. У червні 1876 року після початку Першої сербсько-турецької війни весь клас вирушає на фронт.

### Участь у війнах
14 травня 1876 року Степанович прибуває до Крагуєваця. Його підпорядковано до Шумадійської дивізії під командуванням полковника Любомира Узун-Мірковича. Його завдання полягало в тому, щоб в терміновому порядку передавати накази командирам. Шумадійська дивізія входила до складу основної частини армії Моравії, але пізніше вона була поділена на декілька батальйонів. Степановича було згодом призначено командиром одним з батальйонів.

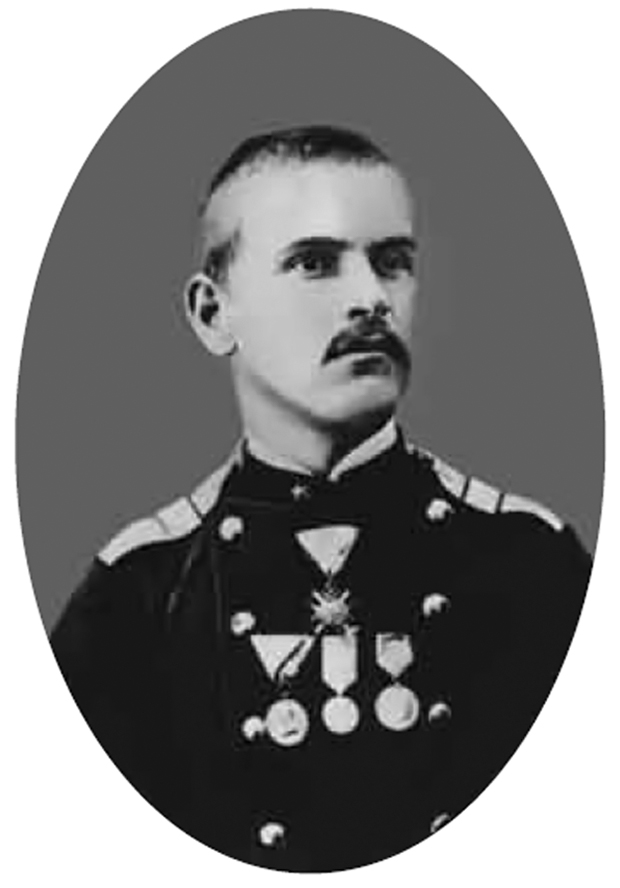
Портрет Степановича у роки навчання в Артилерійському училищі

Під час першої битви під його командуванням вдалося зайняти Бела-Паланку і стримати прихід османів до Ниша. 19 липня 1876 року османи почати контрнаступ і захопили місто Княжевац. Батальйон Степановича вимушений був відступити до Сокобані, де його батальйон було перепідпорядковано 4-му корпусу під командуванням полковника Джура Хорватовича.
31 серпня 1876 року 4-й корпус дістався Курилово і атакував ворожі позиції. 11 вересня 1876 року розпочалася Битва біля Кревета, в якій Степанович проявив свою хоробрість, за яку був нагороджений першою своєю відзнакою — золотою медаллю за відвагу. Битва закінчилася перемир'ям.
13 лютого 1877 року Степа Степанович був підвищений у званні до піхотного лейтенанта і призначений командиром 3-го взводу третього батальйону постійної армії.
У Другій сербсько-турецької війни Степа Степанович брав участь у завоюванні міста Пірот. Під командуванням генерала Йована Белімарковича було сформовано спеціальний загін з 300 відібраних солдатів, командувати яким було доручено Степановичу. В ніч з 26 на 27 вересня 1877 року загін Степановича атакував лівий фланг Нісора. Вранці 27 вересня почався загальний наступ, який закінчився взяттям міста. За успіх при взятті Пірота Степанович був нагороджений орденом Святого Станіслава III ступеня.
3 грудня 1877 року Шумадійська дивізія почала рухатися від Пірота до Ниша крізь важкопрохідну місцевість у горах. 23 січня 1878 року сербське командування дало наказ штурмувати османів і звільнити місто Вранє. Битва за Вранє офіційно почався 26 січня: батальйон Степановича перейшов на ліву сторону річки Морава і атакував османів. Битва закінчилася 31 січня перемогою сербської армії.
Після сербсько-турецької війни Степанович закінчив своє навчання в артилерійському училищі, яке було раніше перерване. У вересні 1880 року він попросився про переведення до Крагуєваця. Там його спочатку було призначено командувачем 2-ї роти 3-ї батальйону сербської армії, а пізніше 1-ї роти того ж батальйону.
У Крагуєваці Степанович зустрів свою майбутню дружину Хелену, з якою одружився 25 липня 1881 року. Вона народила двох дочок — Міліцу і Даніцу. Обидві дочки пізніше стали дружинами офіцерів.
1 вересня 1882 року Степановича підвищено у званні, і переведено до Ужице, де він залишався там до 13 лютого 1883 року. Після повернення до Крагуєваця він був призначений військовим ад'ютантом в Шумадійському піхотному полку. У період до початку та після Сербсько-болгарської війни він викладав військові дисципліни у першій гімназії Крагуєваця. Під час Сербсько-болгарської війни у Битві при Добро Поле Степанович здобув значні успіхи: його військо, спираючись на підтримку британських і французьких військ, звільнила Сербію за два тижні до кінця війни.
29 червня 1907 року Степанович підвищений у званні до генерала. 12 квітня 1908 року був сформований новий уряд і Степанович призначений 34-м міністром оборони. У жовтні того ж року після анексії Боснії пройшли масові демонстрації людей, на яких громадяни вимагали оголосити війну Австро-Угорщині. Однак Степанович виголосив промову, під час якої попередив про те, що країна не готова до ще однієї війни. Його заява викликала бурхливу критику в країні, яка призвела до його відставки.
Однак на початку березня 1911 року Степановича знову призначено міністром оборони. Сербія разом з іншими балканськими країнами створили Балканську лігу, спрямовану проти Османської імперії протягом Балканських воєн 1912—1913 років. Разом з генералом Радомиром Путником Степанович успішно провів мобілізацію в рядах сербської армії.
У часи Першої світової у Битві біля Цери армія під командуванням Степановича вщент розбила австро-угорські війська 21 дивізіону 8-го корпусу. За успішне командування Степанович був підвищений до рангу воєводи (серб. вoјвода). У Битві на Дрині Степанович успішно відбив кілька атак, а також зумів захистити Мачву (історичну область Сербії) від атаки австро-угорських військ. У Битві біля Колубар 2-га армія Степановича розбила 5-у і 6-у армію австрійського фельдцейхмейстера Оскара Потіорека, завдяки чому був звільнений Белград.
Також Степанович досяг незначних тактичних результатів на Салонікському фронті при наступі в квітні 1917 року. Проте рішучий перелом у положенні на фронті був досягнутий в результаті наступу союзників, який розпочався 15 вересня 1918 року. На кінець операції болгарські війська і 11-та німецька армія були розбиті, і 29 вересня Болгарське царство капітулювало і відкрився шлях для остаточного звільнення Сербії.

### Останні роки життя

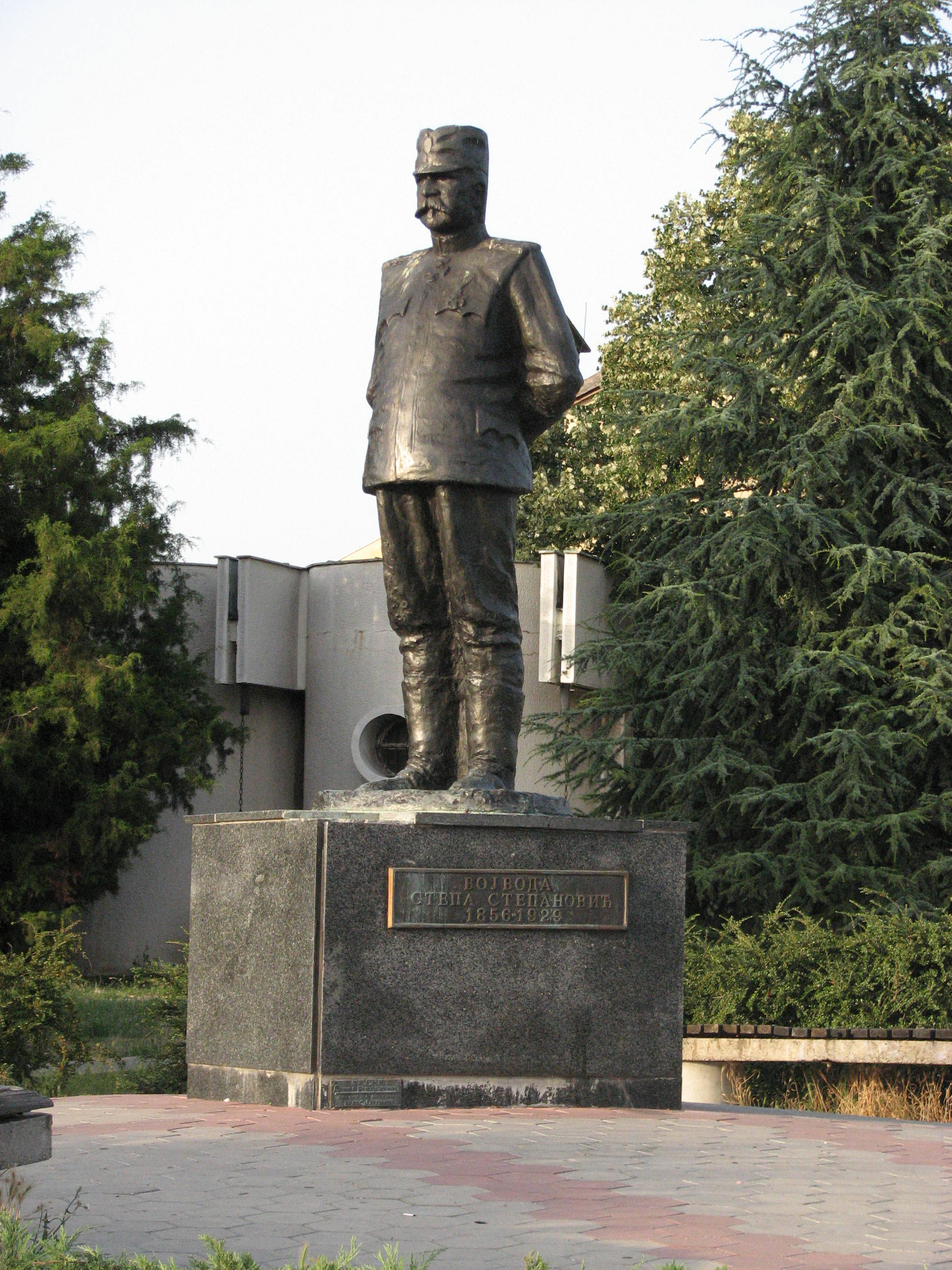
Пам'ятник Степановичу у рідному селі

Після відставки Степанович проводив більшу частину часу зі своїми онуками в місті Чачак. Під час політичної кризи 1924 року король Югославії Олександр I Карагеоргієвич запропонував йому мандат на формування нового уряду, але Степанович відмовився від пропозиції по причині погіршення стану здоров'я. В середині 1928-го року хвороба прикувала Степановича до ліжка. 27 квітня 1929 року Степанович помер. На похороні були присутні сам король Олександр I Карагеоргієвич, члени королівської сім'ї, офіцерський корпус, товариші, делегації союзних країн, сімей, сербський патріарх Димитрій і тисячі громадян. Похований на Єздинському кладовищі.
На його честь названо багато вулиць у Новому Саді, Белграді, Крагуєваці, Чачаці, а також поставлено пам'ятники в рідному селі та інших містах.

## Нагороди
| Сербські ордени     |                                                          |
|                     | Орден Зірки Карагеоргія, Лицар Великого Хреста           |
|                     | Орден Зірки Карагеоргія, Кавалер                         |
|                     | Орден Зірки Карагеоргія, Командор                        |
|                     | Орден Білого Орла, Командор                              |
|                     | Орден Таківського Хреста, Лицар                          |
|                     | Орден Таківського Хреста, Командор                       |
|                     | Орден Таківського Хреста, Кавалер                        |
| Сербські медалі     |                                                          |
|                     | Медаль за відвагу, золото                                |
|                     | Медаль за відвагу, срібло                                |
|                     | Пам'ятна медаль короля Петра І Карагеоргієвича           |
|                     | Пам'ятна медаль сербсько-турецької війни                 |
|                     | Пам'ятна медаль сербсько-болгарської війни               |
|                     | Медаль за військову доблесть                             |
|                     | Пам'ятна медаль Першої Балканської війни                 |
|                     | Пам'ятна медаль Другої Балканської війни                 |
|                     | Пам'ятна медаль Першої світової війни                    |
|                     | Албанська пам'ятна медаль                                |
| Міжнародні нагороди |                                                          |
|                     | Орден Почесного легіону, Офіцер (Франція)                |
|                     | Орден Спасителя, Лицар Великого Хреста (Греція)          |
|                     | Орден Корони Італії, Лицар Великого Хреста (Італія)      |
|                     | Орден князя Данила I, Лицар Великого Хреста (Чорногорія) |
|                     | Орден Святого Станіслава, Лицар Великого Хреста (Росія)  |
|                     | Орден Святого Станіслава, Командор (Росія)               |
|                     | Орден Святого Георгія, IV ступінь (Росія)                |
|                     | Орден Лазні, Лицар (Велика Британія)                     |
|                     | Орден Лазні, Кавалер (Велика Британія)                   |
|                     | Медаль Обіліча (Чорногорія)                              |
|                     | Орден «За видатні заслуги» (Велика Британія)             |